# 小坝子乡
小坝子乡，是中华人民共和国河北省承德市丰宁满族自治县下辖的一个乡镇级行政单位。

## 行政区划
小坝子乡下辖以下地区：
小坝子村、海子沟村、富二营村、沙坨子村、槽碾沟村和鹿角沟村。